# West (Zigarettenmarke)
| West silver                                                                                | West silver |
| ------------------------------------------------------------------------------------------ | --- |
| Teer:                                                                                      | 7 mg |
| Nikotin:                                                                                   | 0,6 mg |
| Kohlenmonoxid:                                                                             | 7 mg |
| Tabakzusatzstoffe:                                                                         | Wasser, Invertzucker, 1,2-Propylenglycol, Zucker und/oder Zuckersirup, Kakao und Kakaoprodukte, Cellulosefaser, Lakritz-Extrakt-Pulver, Aroma, Stickstoff |
| Stand 07/2019. Die Angaben gelten für die auf dem deutschen Markt erhältlichen Zigaretten. | |

| West red           | West red |
| ------------------ | --- |
| Teer:              | 10 mg |
| Nikotin:           | 0,9 mg |
| Kohlenmonoxid:     | 10 mg |
| Tabakzusatzstoffe: | Wasser, Invertzucker, 1,2-Propylenglycol, Zucker und/oder Zuckersirup, Kakao und Kakaoprodukte, Cellulosefaser, Lakritz-Extrakt-Pulver, Aroma, Stickstoff |

West ist eine Zigarettenmarke des Herstellers Reemtsma. Reemtsma gehört zu  Imperial Brands, einem der größten Tabakkonzerne der Welt. Die Zigarettenmarke ist in Deutschland, Österreich und den Niederlanden verbreitet.

## Geschichte

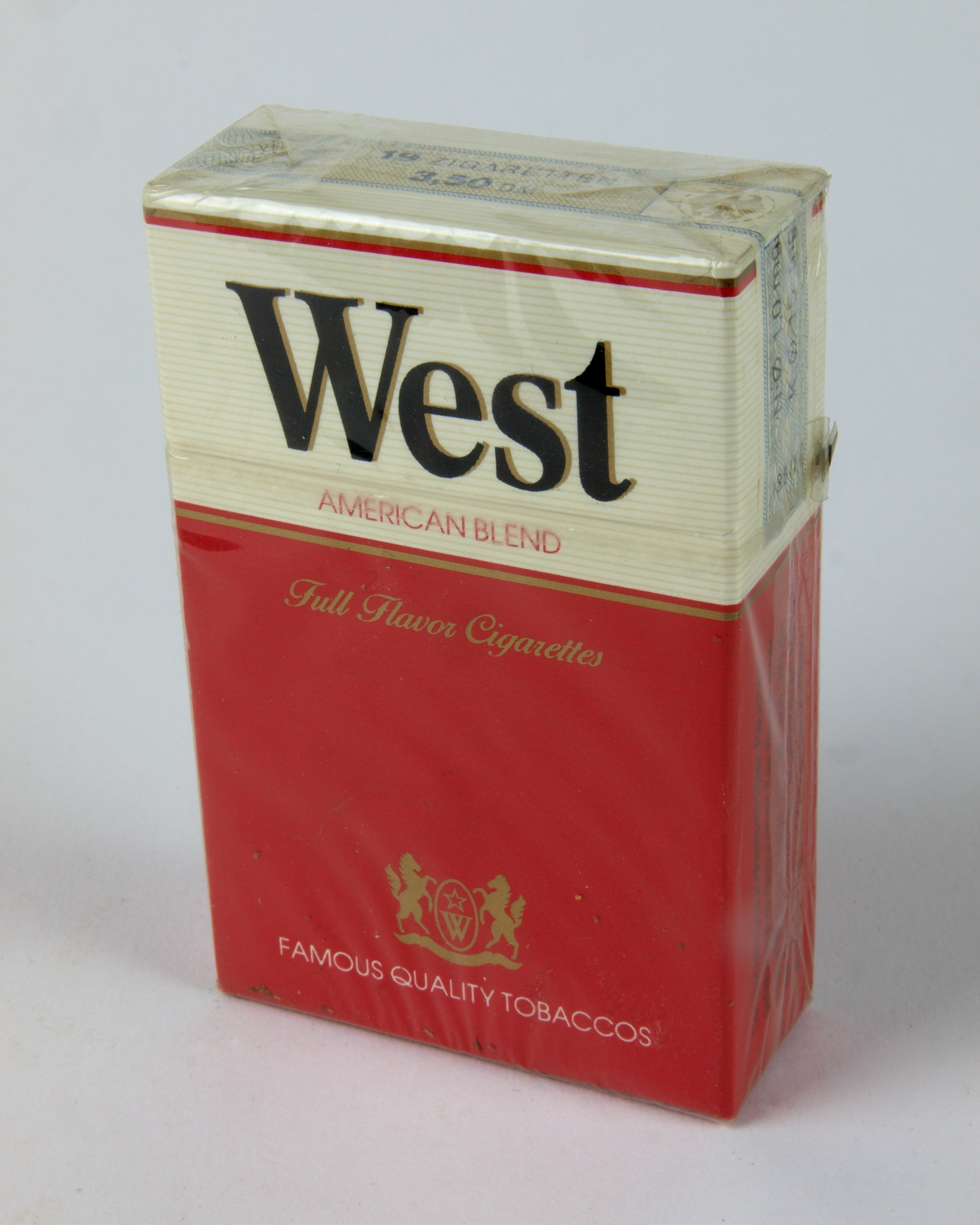
Eine Schachtel West von der Markteinführung in Deutschland 1981

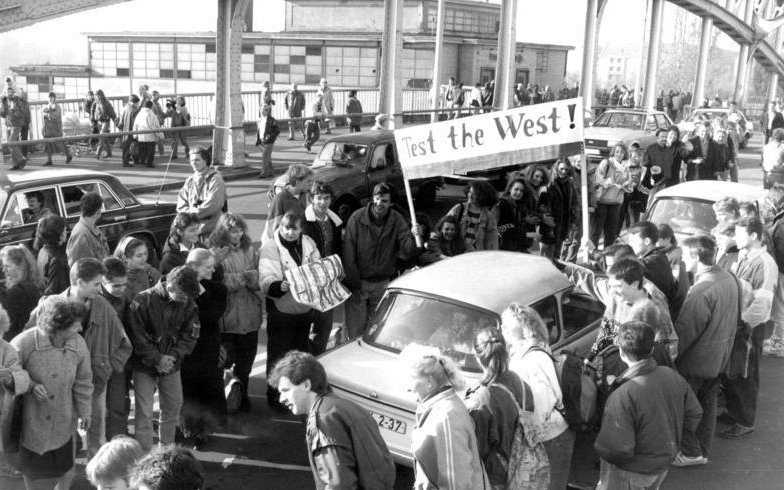
Schüler aus dem West-Berliner Stadtteil Wedding bildeten auf der Bösebrücke an der Bornholmer Straße Spalier und bereiteten den Besuchern aus der DDR einen ersten Empfang, 10. November 1989 – Verwendung des Werbeslogans „Test the West“

Die Zigaretten der Marke West wurden 1981 auf dem deutschen Markt eingeführt und waren zunächst nur in Tabakwarenläden erhältlich, seit etwa 1987 sind sie auch in Supermärkten und Zigarettenautomaten verfügbar.
West ist heute (2015), nachdem sie 2006 noch die zweitbeliebteste Zigarettenmarke in Deutschland war, in der Verbrauchergunst stark abgefallen und musste in Folge der Konzentrierung der Markeninhaberin Reemtsma auf die hauseigenen Marken JPS und Gauloises große Marktanteile an diese abgeben, welche die West heute in den Verkaufszahlen deutlich hinter sich gelassen haben.

## Produkte
Folgende Produkte sind im West-Sortiment vertreten:
- West Red, eine Zigarette, deren Rauch 10 mg Teer, 0,8 mg Nikotin sowie 10 mg Kohlenmonoxid enthält.
- West Silver, ehemals unter West Light geführt, eine Zigarette, deren Rauch 7 mg Teer, 0,6 mg Nikotin sowie 7 mg Kohlenmonoxid enthält.
- West Blue, eine Zigarette, deren Rauch 4 mg Teer, 0,4 mg Nikotin sowie 4 mg Kohlenmonoxid enthält.
- West Rich Blue, eine Zigarette, deren Rauch 8 mg Teer, 0,7 mg Nikotin sowie 8 mg Kohlenmonoxid enthält.
- West ICE, eine mit Spearmint-Aroma versehene Mentholzigarette, deren Rauch 7 mg Teer, 0,6 mg Nikotin sowie 7 mg Kohlenmonoxid enthält (ein Teil der Aromastoffe ist nicht dem Tabak, sondern dem Filter zugesetzt).

Unter den Bezeichnungen West Red Feinschnitt, West Silver Feinschnitt und West Yellow (Fairwind) wird Tabak für Selbstdreher angeboten. Er ist auch zum Stopfen in Fertighülsen vorbereitet.
- West-Volumentabak Red und Silver ersetzen die vom Markt genommenen Tabaksticks.
- West Rollies Filter Red und Silver bezeichnen einen Zigarillo mit Filter.
- West-Volumentabak Yellow (Fairwind) gehörte vor der Übernahme durch West ehemals zu Player's. Er ist eine Abmischung der Tabaksorten Virginia, Burley und Orient.[2]

Weiterhin gibt es die Sorten Red und Silver als Zigarette auch als 100s (Zigarettenlänge von 100 mm statt der üblichen 91 mm).

### West Tabak
Der West Tabak bringt verschiedene Sorten und damit auch Stärken mit sich:
| Sorte       | Format Dünn 0,4 g mit 5,2 mm Radius und Papier Typ A Kondensat | Format Dünn 0,4 g mit 5,2 mm Radius und Papier Typ A Nikotin | Format Dünn 0,4 g mit 5,2 mm Radius mit Papier Typ B Kondensat | Format Dünn 0,4 g mit 5,2 mm Radius Papier Typ B Nikotin |
| ----------- | -------------------------------------------------------------- | ------------------------------------------------------------ | -------------------------------------------------------------- | -------------------------------------------------------- |
| West Yellow | 9                                                              | 0,7                                                          | 10                                                             | 0,8                                                      |
| West Red    | 7                                                              | 0,4                                                          | 10                                                             | 0,6                                                      |
| West Silver | 4                                                              | 0,3                                                          | 7                                                              | 0,4                                                      |

## Marketing
Die Marke West wurde als „Qualitätsmarke zum fairen Preis“ auf dem deutschen Markt eingeführt.

### Werbekampagnen
Lange Zeit wurden West-Zigaretten mit unterschiedlichen Kampagnen beworben. Im Jahre 2003 wurde die Werbekampagne („Für....“) auf Deutschlands Plakaten und Litfaßsäulen durchgeführt. Die Motive (Stand 2006) zeigen die neue saisonale Packungsedition der West. So gibt es insgesamt fünf verschiedene Packungsmotive mit in Landesfarben bemalten Gesichtern aus Deutschland, Frankreich, Italien und Brasilien sowie dem Vereinigten Königreich. Die Gesichter auf den Packungen stehen stellvertretend für die Begeisterung und Internationalität im Land, die zum Beispiel durch eine Fußballweltmeisterschaft ausgelöst werden kann. West gab auch zuvor Sondereditionen der Zigarettenverpackungen heraus: So wurden kurzzeitig unter anderem West Summer Edition, West Oster Edition, West Cola, West in Space Edition, Fest (Zigaretten zur Weihnachtszeit) und West Lemon Fresh eingeführt.

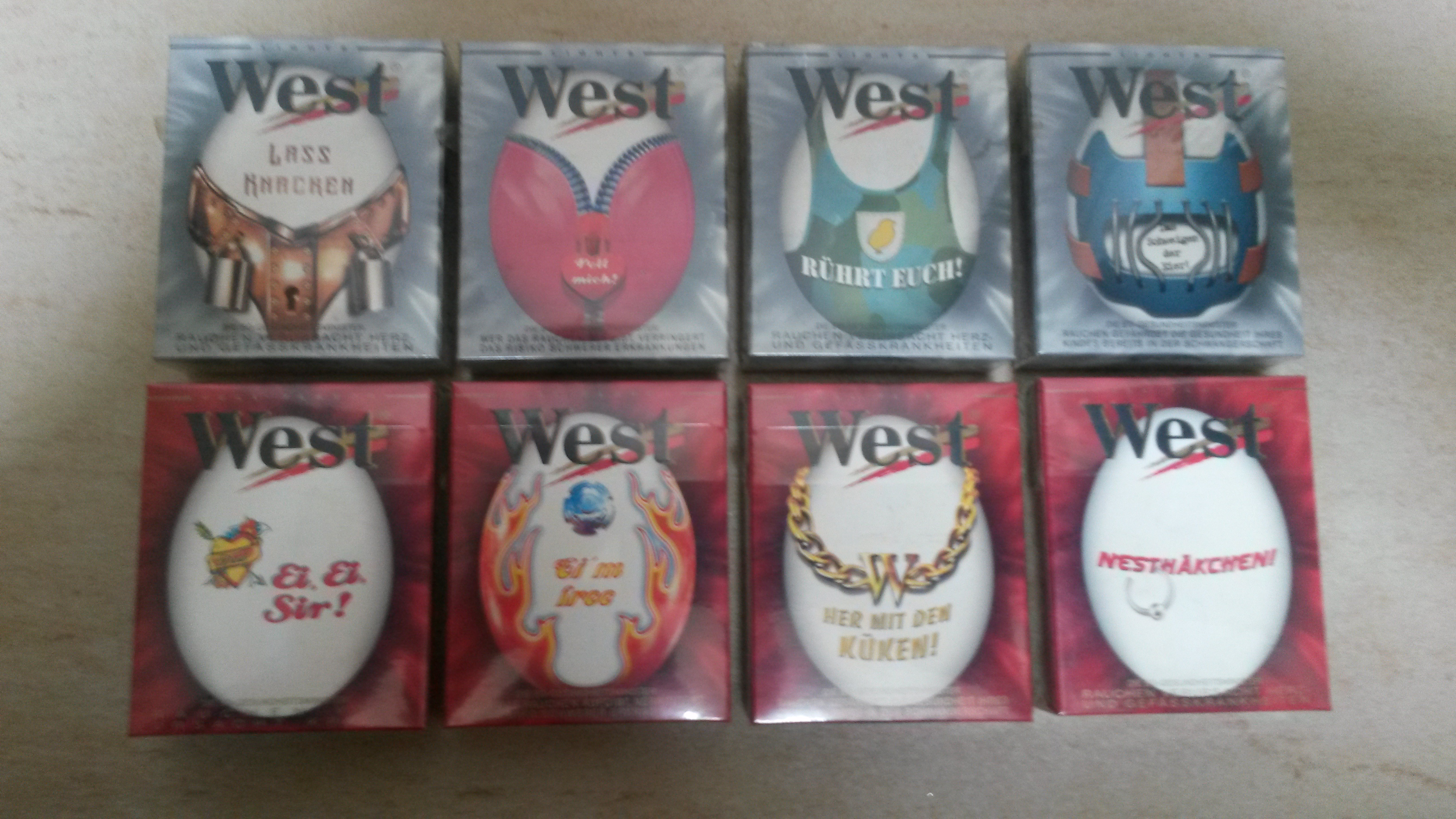
West Sonderedition Ostern

## Tabakwerbeverbot
Seit dem 1. Januar 2007 ist in Deutschland das Tabakwerbeverbot gültig. Die Reemtsma GmbH hat daraufhin den Online-Auftritt der Marke vom Netz genommen.

### Veranstaltungen
West war wiederholt Austräger oder Sponsor verschiedener Veranstaltungen wie der „West BH-Open“, in der es darum ging, wer einer Frau den BH am stilvollsten ausziehen kann.
Daneben gibt es diverse andere Aktivitäten rund um Partyfeiern über das Jahr verteilt wie den West-Nachtclub in Städten, West Pulse in großen Diskotheken oder den West Power Tower bei Großveranstaltungen oder Stadtfesten open air.

### Sponsoring

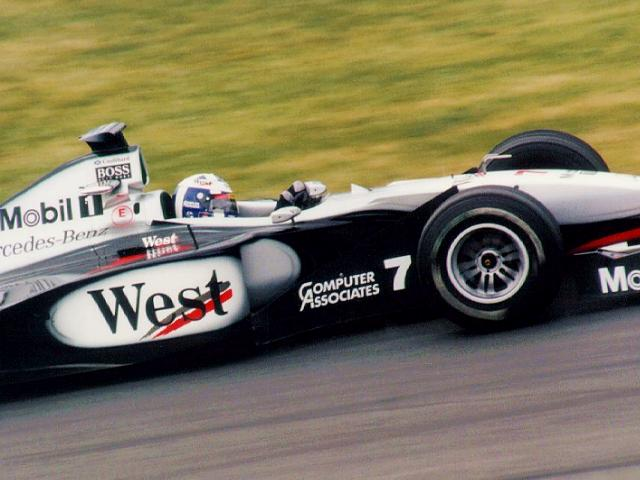
McLaren-Mercedes von 1998

In der Formel 1 war West von 1985 bis 1990 Sponsor für das Team Zakspeed.
Später von 1997 bis 2005 wurde das McLaren-Formel-1-Team gesponsert. Dieses konnte 1998 und 1999 mit Mika Häkkinen den Fahrertitel und 1998 zusätzlich den Konstrukteurstitel einfahren. Das Äußere der Boliden war dem silbernen Corporate Design der Marke West nachempfunden. In der Presse wurde daher von einem Wiederaufstieg der Silberpfeile gesprochen, da Mercedes-Benz die Motoren für den Rennstall lieferte.
West engagiert sich auch auf Feiern verschiedener Gastronome.

### Logos
Nach dem Erstlogo von 1983 wurde das Logo im Jahr 1995 etwas verändert. 2010 wurde dann das Aussehen der Verpackung komplett überarbeitet. Ende 2015 wurde das Design erneut überarbeitet sowie das Logo ausgetauscht.